# محكمة المطالبات الفيدرالية بالولايات المتحدة
محكمة المطالبات الفيدرالية بالولايات المتحدة (بالإنجليزية: United States Court of Federal Claims) هي محكمة فيدرالية بالولايات المتحدة مختصة بالدعاوىالمالية المرفوعة ضد حكومة الولايات المتحدة. تأسست بموجب قانون صدر عام 1982 باسم محكمة المطالبات الأمريكية، قبل أنّ تأخذ اسمها الحالي في عام 1992. تعد المحكمة خليفة دائرة المحاكمات في محكمة المطالبات بالولايات المتحدة، التي تأسست عام 1855.
يقع مقر محكمة المطالبات الفيدرالية في مبنى محاكم هوارد تي ماركي الوطنية (في ماديسون بليس التي تقع مقابل البيت الأبيض) في واشنطن العاصمة.

## تاريخها

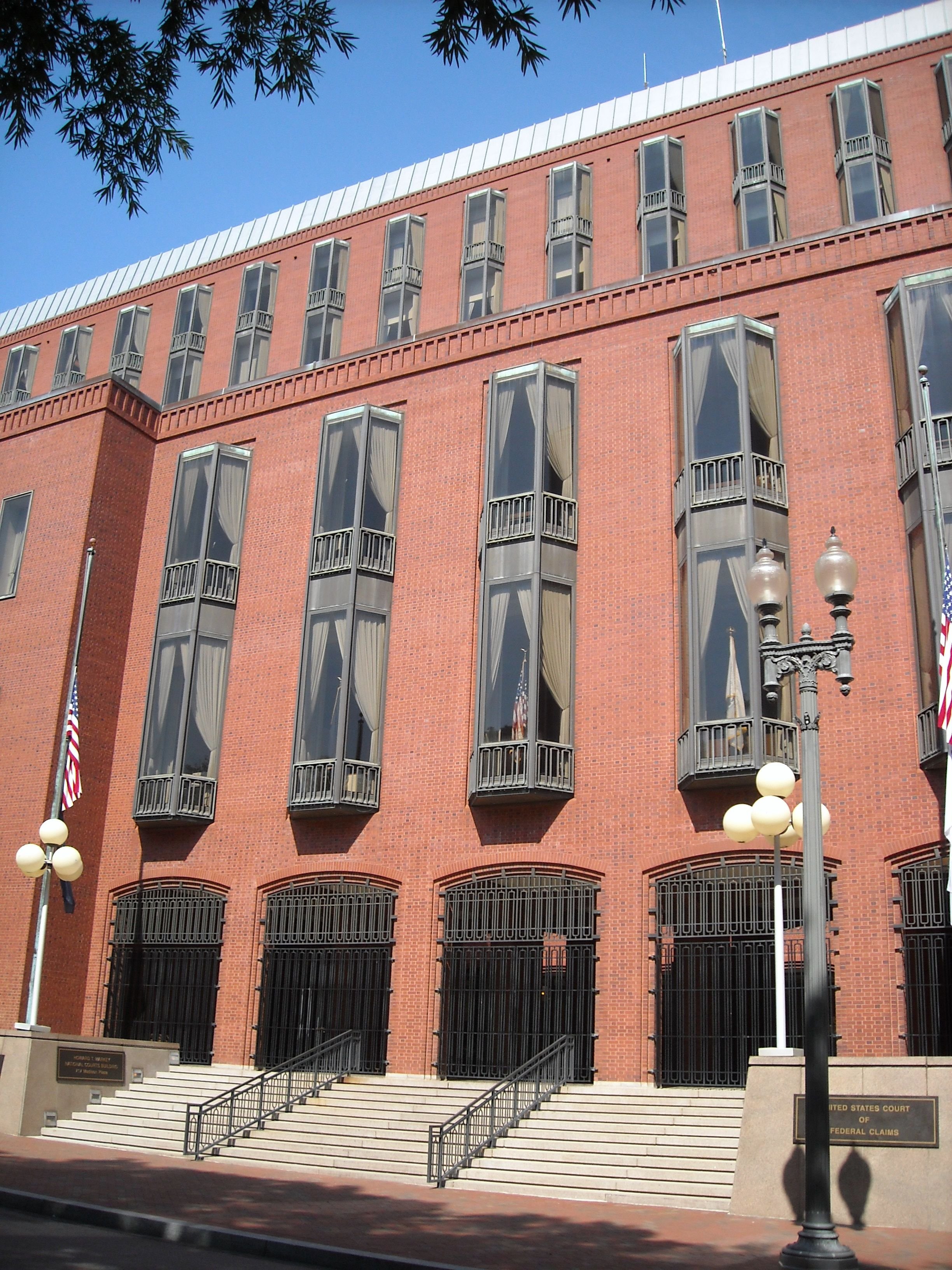
محكمة المطالبات الفيدرالية بالولايات المتحدة في ماديسون بليس في واشنطن العاصمة

### محكمة المطالبات (1855-1982)
ترجع أصول المحكمة مباشرة إلى عام 1855، عندما أنشأ الكونجرس محكمة المطالبات الأمريكية للبت في المطالبات الخاصة ضد حكومة الولايات المتحدة. في 24 فبراير 1855، وقع الرئيس فرانكلين بيرس على التشريع ليصبح قانونًا نافذًا. طوال تاريخها الممتد لـ 160 عامًا، على الرغم من أنها شهدت تغييرات ملحوظة في الاسم والحجم ونطاق الولاية القضائية والإجراءات، إلا أن غرضها ظل كما هو: في هذه المحكمة، تقف الحكومة الفيدرالية كمدعى عليه ويمكن للمواطنين العاديين رفع دعوى قضائية عليها. ولهذا السبب، تمت الإشارة إلى المحكمة باسم "حارس ضمير الأمة" و"محكمة الشعب".

### المؤسسة الحالية (منذ 1982)
بعد أن أُنشأ قانون تحسين المحاكم الفيدرالية لعام 1982 المحكمة الحديثة. دمجت دائرة الاستئناف في محكمة المطالبات مع محكمة استئناف الجمارك وبراءات الاختراع الأمريكية لتكوين محكمة الاستئناف الأمريكية الجديدة للدائرة الفيدرالية، أصبح القسم التجريبي الجديد لمحكمة المطالبات هو محكمة المطالبات الأمريكية ( وفي عام 1992، تغير الاسم إلى محكمة المطالبات الفيدرالية الأمريكية). تعتبر قرارات محكمة المطالبات سابقة ملزمة لكل من خلفائها من محاكم الاستئناف والمحاكمة.
في عام 2006، أصدرت المحكمة أحكاماً في أكثر من 900 قضية وحكمت بتعويض بلغ قدره 1.8 مليار دولار.

## الروابط الخارجية
- الموقع الإلكتروني لمحكمة المطالبات الفيدرالية بالولايات المتحدة
- أوراق فرانكلين إم ستون، القاضي السابق، محكمة المطالبات الأمريكية، مكتبة دوايت د. أيزنهاور الرئاسية